# Орынбасарова, Роза Айжановна
Роза Айжановна Орынбасарова (род. 18 февраля 1957, Кентау, Чимкентская область Казахская ССР) — советский, российский и казахский кинорежиссёр и сценарист.

## Биография
Сразу после школы Роза поступает на факультет журналистики Казахского Государственного университета и в 1979 году успешно его заканчивает. Затем поступает во ВГИК в мастерскую А. С. Кочеткова на факультет режиссуры документального кино, который заканчивает в 1988 году.
Первый свой фильм Роза Орынбасарова снимает в 1985 году. В дебютной киноленте «Легко обо мне подумай» принимала участие великая балерина Майя Плисецкая.
В 1992 году она становится членом Союза кинематографистов. В 1993 году Роза делает совместный российско-французский фильм «Зал ожидания», который отражает трудный, переломный момент в жизни Петербурга начала 90-х. По сюжету фильма в город приезжают нувориши, желающие вернуть ему былое великолепие, и вступают в сложные взаимоотношения с «коренными петербуржцами» — интеллигентными жителями старого города.
С 1993 года Розу принимают в Ассоциацию авторов Франции.
После семилетнего затишья в 2000 году Роза Орынбасарова появляется сразу с двумя неигровыми работами, сделанными на Санкт-Петербургской Студии Документальных фильмов: документальным фильмом «Фарух и Диана» о солистах Мариинского театра Фарухе Рузиматове и Диане Вишневой (30 мин) и фильмом «Диана Вишнева» (26 мин).
В 2006 году на экранах появляется новая игровая мелодрама «Никаких других желаний». Главные роли в картине исполняют Александр Ивашкевич, Елена Попова.
В 2009 году Роза Орынбасарова становится ведущей и автором еженедельной передачи о кино на канале «ВОТ» о молодых кинематографистах Санкт-Петербурга.
В настоящее время Роза Айжановна работает над новым историческим кинопроектом (российско-казахское производство) под рабочим названием «Жангир», истории о становления личности казахского хана на фоне мятежных событий, развернувшихся в декабре 1825 года в Петербурге.

## Избранная фильмография

### Режиссёр
- 1985 — «Легко обо мне подумай» (документальный)
- 1987 — «Каникулы любви»
- 1988 — «Ачисай» (короткометражка)
- 1991 — «Жертва для императора»
- 1992 — «Русские истории»
- 1993 — «Зал ожидания» (короткометражка)
- 2000 — «Фарух и Диана» (короткометражка)
- 2001 — «Диана Вишнёва» (короткометражка)
- 2001 — « Сеть» (Ни один ангел не споет для тебя")
- 2003 — «Прощание летом»
- 2006 — «Никаких других желаний» кинофильм и 4 серии
- 2012 — « Олжас Сулейменов — Гражданин Вселенной» 4 серии

### Сценарист
- 1988 — «Ачисай» (короткометражка)
- 1993 — «Зал ожидания» (короткометражка)
- 2000 — «Фарух и Диана» (короткометражка)
- 2001 — «Диана Вишнёва» (короткометражка)